# Carroll (New Hampshire)
Carroll is een plaats in Coos County, New Hampshire in de Verenigde Staten. Bij de volkstelling van 2000 had het 663 inwoners.
De twee grootste buurten in Carroll zijn Twin Mountain en Bretton Woods. Carroll is een belangrijke toegangspoort tot de recreatiegebieden in de White Mountains met de Presidential Range. In het begin van de 19e eeuw was Carroll bekend als Breton Woods.